# El rey del barrio
El rey del barrio és una pel·lícula mexicana dirigida per Gilberto Martínez Solares i estrenada l'any 1950.

## Argument
Un jove ferrocarriler ("Tin Tan") està obstinat a protegir la seva veïna Carmelita (Silvia Pinal) a pesar que l'ajuda sempre és rebutjada. Tin Tan és en realitat un Robin Hood modern la banda de lladres del qual estafa a dones milionàries. La situació es complica quan una de les estafades, la "Nena" ("Vitola"), s'enamora d'ell.

## Repartiment
- Germán Valdés Tin Tan …Rey (Ferrocarriler / Cap de la banda)
- Silvia Pinal … Carmelita
- Marcelo Chávez … Policía
- Fanny Kauffman Vitola … La Nena
- Juan García … Peralvillo (Membre de la banda)
- Joaquín García Borolas … Borolas (Membre de la banda)
- Ramón Valdés Norteño (Membre de la banda)
- José Ortega … Sapo (Membre de la banda)
- Ismael Pérez "Poncianito" … Pepito
- Alejandro Cobo … Antonio (El borratxo)
- José Jasso Vecino (Invitat a la festa de Pepito)
- Alicia Téllez Girón … Virginia Pérez vídua de López
- Pompín Iglesias … L'apotecari
- Eugenia Galindo … (Tía de Carmelita)
- Carmen Cipriani … (Francesa)
- Elvira Lodi … Socorrito (Amiga de Tin Tan)
- Lupe del Castillo … Doña Remedios (Portera)
- Jaime Calpe … Felipito (Veí i amic de Pepito)
- Lupe Inclán … (Senyora que avisa que estan pegant Toñito)
- María Valdealde … (Anfitriona que contrata al cantaor)
- Yolanda Montez «Tongolele» (Rumbera)

## Recepció
La pel·lícula ocupa el lloc 18 dins de la llista de les 100 millors pel·lícules del cinema mexicà, segons l'opinió de 25 crítics i especialistes del cinema a Mèxic, publicada per la revista Somos en juliol de 1994.